# The Bootleg Series Vol. 14: More Blood, More Tracks
The Bootleg Series Vol. 14: More Blood, More Tracks è un album compilation del cantautore statunitense Bob Dylan, pubblicato dalla Legacy Recordings il 2 novembre 2018. La compilation è incentrata sulle sessioni di registrazione fatte da Dylan nel settembre-dicembre 1974 per l'album Blood on the Tracks del 1975. The Bootleg Series Vol. 14 è uscito in due versioni: versione standard su singolo CD e come box set da 6 CD nella versione Deluxe Edition.
Il 20 settembre 2018, in contemporanea con l'annuncio della compilation, Dylan ha pubblicato una take alternativa della canzone If You See Her, Say Hello.

## Tracce
Standard edition
1. Tangled Up in Blue – 6:32 – (9/19/74: Take 3, Remake 3)
2. Simple Twist of Fate – 4:41 – (9/16/74: Take 1)
3. Shelter from the Storm – 4:39 – (9/17/74: Take 2)
4. You're a Big Girl Now – 4:41 – (9/16/74: Take 2)
5. Buckets of Rain – 3:03 – (9/18/74 Take 2, Remake)
6. If You See Her, Say Hello – 3:58 – (9/16/74: Take 1)
7. Lily, Rosemary and the Jack of Hearts (Included on original test pressing) – 9:49 – (9/16/74: Take 2)
8. Meet Me in the Morning (Previously released on Duquesne Whistle 7" single) – 4:57 – (9/19/74: Take 1, Remake)
9. Idiot Wind – 8:52 – (9/19/74: Take 4, Remake)
10. You're Gonna Make Me Lonesome When You Go – 3:11 – (9/17/74: Take 1, Remake)
11. Up to Me – 6:48 – (9/19/74: Take 2, Remake)